# Glööckler, Glanz und Gloria
Glööckler, Glanz und Gloria war eine Personality-Show des Fernsehsenders VOX, in der es um das Leben des Modedesigners Harald Glööckler geht.
Glööckler machte diese Personality-Soap, um zu zeigen, was für ein Mensch hinter seinem Mode-Imperium steht.

## Inhalt
In der Personality-Show wird über das Leben, die Arbeit und auch die Beziehung des berühmten deutschen Modedesigners Harald Glööckler berichtet.
Es werden neben wichtigen Mode-Aufträgen auch das Familienleben mit seinem Mann Dieter Schroth und seinem Hund „Billy King“ gezeigt.
Unter anderem erfährt der Zuschauer auch, wie er sich durch verschiedene Schönheitsoperationen (Fettabsaugung, Botox-Einspritzungen usw.) seinen sehr extravaganten Ruf erarbeitet hat.

## Ausstrahlung und Produktion
Die erste Staffel, mit insgesamt 8 Folgen, lief vom 3. Juli 2012 bis 21. August 2012. Der Free-TV-Sender VOX hat bereits angekündigt, dass die Sendung im Laufe des Jahres 2012/2013 mit einer zweiten Staffel zurückkehren wird.
| Staffel   | Episoden | Ausstrahlung (Deutschland) auf VOX |
| --------- | -------- | ---------------------------------- |
| Staffel 1 | 8        | 3. Juli 2012 bis 21. August 2012   |
| Staffel 2 | 9        | 5. März 2013 bis 30. April 2013    |

## DVD-Veröffentlichung
Am 7. Dezember 2012 erschien die komplette erste Staffel auf DVD.